# The Munsters
The Munsters is een Amerikaanse sitcom die draait om het leven van een familie van monsters. Veel van de humor in de serie is afkomstig uit het feit dat de monsters zelf niet beseffen dat ze anders zijn dan de mensen in hun omgeving.
Het idee voor de serie kwam van Bob Clampett, die een tekenfilm wilde maken over een monsterfamilie. Eind jaren 40 stuurde hij zijn idee naar verschillende filmstudio’s, maar kreeg steeds een negatief antwoord. Begin jaren 60 kwam het idee bij Universal Studios, en wel bij Rocky & Bullwinkle schrijvers Allan Burns en Chris Hayward. Zij zagen wel wat in het idee, maar wilden liever een serie met acteurs dan een animatieserie. Een script werd opgesteld, en de serie was een feit.
De serie werd wekelijks uitgezonden op het CBS-televisienetwerk van 1964 t/m 1966. De serie bestond in totaal uit 70 afleveringen. De serie werd stopgezet toen de kijkcijfers sterk terugliepen vanwege de première van ABC's Batman. De serie was echter populair genoeg voor een spin-offserie en enkele films.
De serie wordt vaak vergeleken met The Addams Family, die ook over een vreemde, griezelige familie ging, en vijf dagen eerder in première ging.

## Pilot
De eerste pilotaflevering was 13 minuten lang, en werd gebruikt om CBS te overtuigen dat de serie aan zou slaan. De pilot werd in tegenstelling tot de rest van de serie in kleur opgenomen. De pilot is nooit uitgezonden op tv, maar beeldmateriaal ervan werd wel gebruikt voor de aflevering "My Fair Munster".
De acteurs in deze pilot waren Joan Marshall als Phoebe (in plaats van Lily), Beverly (niet Beverley) Owen als Marilyn, Nate "Happy" Derman als Eddie, Al Lewis als Opa en Fred Gwynne als Herman. Het huis was hetzelfde als in de serie, maar het interieur was iets anders. De pilot is wel beschikbaar op de eerste "The Munsters" dvd.
Na de pilot werd geconcludeerd dat Joan Marshall te sterk leek op Morticia Addams en dat Happy Derman niet goed genoeg was voor de rol van Eddie. Daarom werden beide vervangen. Een tweede pilotaflevering, ditmaal wel in zwart-wit, werd gemaakt met de nieuwe acteurs. In deze pilot vond men Eddie er te “normaal” uitzien. Daarom kreeg hij in de serie zelf langere tanden en een widow's peak.

## Personages

### The Munsters

#### Lily Munster
Gespeeld door Yvonne De Carlo. Dit leverde aanvankelijk problemen op omdat De Carlo al een bekende actrice was en producers vreesden dat ze niet in de serie zou passen. Maar als snel bleken deze angsten ongegrond.
Lily is de matriarch van de Munster familie. Haar geboortenaam is Dracula. Ze is de vrouw van Herman, dochter van Sam Dracula (Opa) en de moeder van Eddie. Ze heeft verder nog een broer, die een weerwolf is. Lily is meestal de ordehandhaver binnen de familie, en heeft verder de taak van huisvrouw. Haar huishoudelijke taken bestaan uit het verspreiden van afval in het huis en stof verspreiden via een stofzuiger die in blaasstand staat. Daarnaast heeft ze verschillende baantjes gehad.
Lily is een vampier. Ze lijkt een slanke vrouw van middelbare leeftijd, maar is in werkelijkheid al honderden jaren oud. Haar huid was oorspronkelijk groenig van kleur, maar dit werd later veranderd naar bleek. Ze gaat meestal gekleed in een lange witte jurk, en draagt een ketting met een medaillon in de vorm van een vleermuis.

#### Herman Munster
Gespeeld door Fred Gwynne. Herman is een goedaardige man. Hoewel hij al 150 jaar oud is gedraagt hij zich kinderlijk. Hij werkt voor een begrafenisondernemer, maar zijn exacte baan hier is niet bekend.
Herman is bovenmenselijke sterk; zo tilde hij een keer een sloopkogel op met 1 hand. Ook overleefde hij meerder malen aanrijdingen van auto’s. Herman en zijn familie  beschouwen hem als een knappe man, maar hij kan een spiegel doen breken door er enkel in te kijken.
In een aflevering vertelde Lily aan Eddie dat "Dr. Frankenstein" Herman gemaakt heeft. Lily en Herman ontmoetten elkaar in Transsylvanië, en zijn inmiddels 100 jaar getrouwd. Herman heeft een tweelingbroer genaamd Charlie, een klein broertje genaamd Fank en een zus genaamd Elsa.

#### Opa
Gespeeld door Al Lewis. Zijn echte naam is Sam Dracula, maar iedereen spreekt hem aan met Opa. Opa is Lily’s vader en een gestoorde geleerde die in de kelder van het huis een eigen laboratorium heeft. Hier is hij vaak in de weer met drankjes en spreuken.
Opa is ten minste 400 jaar oud en meerdere malen getrouwd geweest. Al zijn vrouwen zijn inmiddels overleden, maar hij houdt nog steeds contact met ze. Zijn identiteit als Graaf Dracula werd in twee afleveringen vastgesteld.
Meest kenmerkend aan Opa is zijn zeer sarcastische persoonlijkheid, vooral als hij zijn schoonzoon Herman beledigt. Toch zijn Opa en Herman goede vrienden die geregeld samen plannen smeden. Meestal gaat dit fout en mag Lily alles weer rechtzetten.

#### Eddie Munster
Gespeeld door Butch Patrick. Eddie lijkt een typische Amerikaanse jongen. Hij is een weerwolf, maar in latere afleveringen vertoont hij ook kenmerken van een vampier (hij slaapt bijvoorbeeld in een doodskist). Hij zit op de basisschool. Het enige abnormale aan zijn uiterlijk zijn z’n puntige oren, scherpe tanden en widow's peak.

#### Marilyn Munster
Marilyn werd oorspronkelijk gespeeld door Beverley Owen. Ze zou een kopie moeten zijn van Marilyn Monroe. Vanaf aflevering 14 nam Pat Priest de rol over omdat Owen ging trouwen met Jon Stone. Veel kijkers hadden niet door dat de rol was overgenomen door een andere actrice.
Marilyn is de dochter van een van Lily’s zussen, en woont gedurende de hele serie bij de familie. De reden waarom ze bij de Munsters inwoont is niet bekend. In een van de films was Marilyn opeens de dochter van Herman’s zus.
Marilyn is een blonde vrouw en het enige lid van de familie dat er “normaal” uitziet. De familie schaamt zich licht voor het feit dat ze familie zijn van zo’n “lelijk” persoon, maar ze behandelen haar wel vriendelijk. Marilyn is ervan overtuigd dat ze geen vriend kan krijgen vanwege haar uiterlijk, terwijl in werkelijkheid haar familie de oorzaak is.
Hoewel Marilyn duidelijk anders was dan de andere Munsters werd haar personage nauwelijks uitgediept. Ze was nooit de hoofdpersoon in een aflevering, maar vaak de bron van Herman en Opa’s plannen.

### Huisdieren
- Spot – een vuurspuwende draak die in de kast onder de trap woont. Hij verschijnt nooit volledig in beeld, maar men ziet wel altijd zijn gloeiende ogen in de duisternis. Hij eet metaal en verder vrijwel alles.
- Igor – een vleermuis die in Opa’s lab woont en hem bij zijn werk helpt.
- Kittycat – een zwarte kat die brult als een leeuw.
- Charlie – een pratende raaf die in de koekoeksklok woont. Hij zegt vaak "Nevermore", als referentie naar de raaf uit het gedicht "The Raven" van Edgar Allan Poe.
- Goldfish – lijken op normale goudvissen, maar ze verslinden voedsel alsof het piranha’s zijn.
- Elmer – een slang die in de tuin woont.

### Andere familieleden
- Charlie Munster - Herman's tweelingbroer gespeeld door.
- Frank Munster-Herman's broer in The Munsters Today
- Elsa Hyde/Munster- Herman's zus in Here Come The Munsters
- Ronald Dracula – Opa’s jongere neef, een vampier.
- Lester Dracula - Lily's broer, een weerwolf
- Oom Gilbert – Ook bekend als de Creature from the Black Lagoon
- Oom Boris en Tante Mina – nooit gezien, maar wonen blijkbaar in Death Valley.
- Neef Phantom – ook bekend als het Spook van de Opera. Heeft de slechte gewoonte voorwerpen te doen breken met zijn stem.
- Humphrey – een neef van Opa, waar Opa al niet meer mee gesproken heeft sinds hij Opa’s medicijnen stal tijdens de zwarte dood.
- Johann - Herman's meer primitievere neef die naar Amerika werd gebracht door Victor Frankenstein de vierde.

## Productie
De serie werd geproduceerd door Joe Connelly en Bob Mosher, die al eerder samenwerkten aan de serie Leave it to Beaver. Daarvoor schreven ze meer dan 1500 afleveringen voor Amos 'n' Andy.
Hoewel de humor in de serie meestal breed was, was de serie zeker voor een sitcom uit de jaren 60 visueel verfijnd. De Munsters woonden in een uitgebrand en afgetakeld Gotisch landhuis, vol met rook, stof en spinnenwebben. De bewegende camera (destijds een zeldzaamheid) focuste vaak op meerdere personages in gedetailleerde omgevingen.
The Munsters werd opgenomen in zwart-wit.
George Barris bouwde voor de serie twee auto’s: "The Munster Koach", een hot rod gemodelleerd naar een Ford Model T uit 1923 en de “DRAG-U-LA”, een auto gebouwd uit een doodskist
Het originele huis van de Munster familie bevindt zich volgens de serie op 1313 Mockingbird Lane in Mockingbird Heights. In werkelijkheid werden de buitenscènes opgenomen in de Universal Studios Lot. Het huis werd in 1946 gebouwd voor de film So Goes My Love. Het huis werd daarna jarenlang opgeslagen tot aan de productie van “The Munsters”. Ook werd het huis vaak op achtergronden van andere series gebruikt, zoals in Leave it to Beaver. Vandaag de dag wordt het huis gebruikt voor Desperate Housewives. De binnenscènes werden opgenomen in een studio.

## Spin-off en films
De serie kreeg in 1988 een spin-off getiteld The Munsters Today, die liep tot 1991 en uit 72 afleveringen bestond. De niet uitgezonden pilot verklaarde wat er in de 22 jaar tussen de oude serie en de huidige serie was gebeurd.
Verschillende Munster films en specials werden gemaakt met de originele acteurs in de hoofdrol:
- Munster, Go Home (1966): De Munsters gaan naar Engeland om de Munster Hall op te eisen na de dood van een oud familielid. Alleen Pat Priest werkte niet mee aan de serie.
- The Mini Munsters (1973): een 23 minuten durende tekenfilm.
- The Munsters' Revenge (1981): een televisiefilm. De eigenaar van een museum maakt robots van Herman en Opa en gebruikte ze om een bank te beroven.
- Here Come The Munsters: nog een televisiefilm. De familie gaat op zoek naar Herman’s schoonbroer Norman Hyde, maar hij blijkt te zijn veranderd in Brent Jekyll. Opa moet hem terug veranderen.
- The Munsters' Scary Little Christmas (1996): Opa vangt per ongeluk de Kerstman en twee van zijn elven.

In 2022 werd de film The Munsters uitgebracht. het verhaal speelt zich af voor de gebeurtenissen in de originele televisieserie.

## Andere media
- Gold Key produceerde een "Munsters" stripboek dat van 1965 t/m 1968 verscheen met een totaal van 16 delen.
- In de sitcom Roseanne wordt de zoon van hoofdpersoon Roseanne Conner, D.J., vaak beschreven als “Eddie Munster”.
- De soapserie As the World Turns deed een mini-parodie op The Munsters genaamd "The Munsonsters" als onderdeel van zijn 50-jarig jubileum in maart 2006.
- The Munsters heeft een grote merchandising met meer dan 1000 officiële items gemaakt door Ideal, Mattel, Hasbro, en andere grote bedrijven.
- The Munsters verschenen in een serie reclames die Cheerios en het belang van een veilige werkomgeving aanprezen.
- Stern Pinball heeft in 2019 een flipperkast in productie genomen van de Munsters. Er worden drie versies gemaakt waaronder 1 model in zwart-wit.